# Diàlisi peritoneal
La diàlisi peritoneal (DP) és un tipus de diàlisi que utilitza el peritoneu de l'abdomen d'una persona com a membrana a través de la qual s'intercanvien fluids i substàncies dissoltes amb la sang. S'utilitza per eliminar l'excés de líquid, corregir problemes d'electròlits i eliminar toxines a pacients amb insuficiència renal. La diàlisi peritoneal té millors resultats que l'hemodiàlisi durant els primers dos anys. Altres beneficis inclouen una major flexibilitat i una millor tolerabilitat en pacients amb malalties cardíaques importants.
Les complicacions poden incloure infeccions a l'abdomen, hèrnies, nivells elevats de sucre en sang, hemorràgies a l'abdomen i bloqueig del catèter. L'ús no és possible en aquells amb cirurgia abdominal prèvia significativa o malaltia inflamatòria intestinal. Requereix un cert grau d'habilitat tècnica per fer-se correctament.
En la diàlisi peritoneal, s'introdueix una solució específica a través d'un tub permanent a l'abdomen inferior i després s'elimina. Es pot fer a intervals regulars durant tot el dia, conegut com a diàlisi ambulatòria contínua, o a la nit amb l'ajuda d'una màquina, coneguda com a diàlisi peritoneal automàtica. La solució es fa típicament de clorur de sodi, hidrogencarbonat i un agent osmòtic com la glucosa.
La diàlisi peritoneal es va dur a terme per primera vegada als anys vint del segle xx; no obstant això, l'ús a llarg termini no va entrar en la pràctica mèdica fins als anys seixanta. La solució utilitzada per a la diàlisi peritoneal figura en la llista de medicaments essencials de l'Organització Mundial de la Salut, els medicaments més segurs i eficaços necessaris en un sistema sanitari. El cost del tractament de diàlisi està relacionat amb la riquesa del país. Als Estats Units, la diàlisi peritoneal costa al govern uns 53.400 dòlars per persona i any. El 2009 la diàlisi peritoneal estava disponible a 12 de 53 països africans.

Procés de diàlisi
Connexió
Infusió
Difusió (fresc)
Difusió (residus)
Drenatge